# Kim Do-Hoon
Kim Do-Hoon, född 21 juli 1970 i Tongyeong i Sydkorea, är en sydkoreansk före detta fotbollsspelare, senare tränare.